# Transylvania Open 2025
Il Transylvania Open 2025 è stato un torneo di tennis giocato sul cemento indoor. È stata la 5ª edizione dell'evento, che faceva parte della categoria WTA 250 nell'ambito del WTA Tour 2025. Si è giocata alla BT Arena di Cluj-Napoca in Romania, dal 3 al 9 febbraio 2025.

## Partecipanti al singolare

### Teste di serie
| Nazionalità | Giocatrice             | Ranking* | Testa di serie |
| ----------- | ---------------------- | -------- | -------------- |
|             | Anastasija Potapova    | 33       | 1              |
| Serbia      | Olga Danilović         | 41       | 2              |
| Stati Uniti | Peyton Stearns         | 46       | 3              |
| Ucraina     | Anhelina Kalinina      | 48       | 4              |
| Rep. Ceca   | Kateřina Siniaková     | 53       | 5              |
| Spagna      | Jéssica Bouzas Maneiro | 57       | 6              |
| Italia      | Elisabetta Cocciaretto | 59       | 7              |
| Romania     | Jaqueline Cristian     | 61       | 8              |

* Ranking al 27 gennaio 2025.

### Altre partecipanti
Le seguenti giocatrici hanno ricevuto una wild card per il tabellone principale:
- Ana Bogdan
- Simona Halep
- Elena-Gabriela Ruse

La seguente giocatrice è entrata nel tabellone principale con il ranking protetto:
- Julia Grabher

Le seguenti giocatrici sono passate dalle qualificazioni:

- Anna Bondár
- Francesca Jones
- Ella Seidel
- Darija Snihur
- Sara Sorribes Tormo
- Marina Stakusic

La seguente giocatrice è entrata in tabellone come lucky loser:
- Aljaksandra Sasnovič

### Ritiri
Prima del torneo
- Laura Siegemund → sostituita da  Aljaksandra Sasnovič
- Clara Tauson → sostituita da  Jaqueline Cristian

## Partecipanti al doppio
| Nazione     | Giocatrice       | Nazione     | Giocatrice           | Ranking* | Teste di serie |
| ----------- | ---------------- | ----------- | -------------------- | -------- | -------------- |
| Romania     | Monica Niculescu | Stati Uniti | Sabrina Santamaria   | 113      | 1              |
|             | Jana Sizikova    | Ungheria    | Fanny Stollár        | 121      | 2              |
| Stati Uniti | Quinn Gleason    | Belgio      | Kimberley Zimmermann | 171      | 3              |
| Regno Unito | Emily Appleton   | Cina        | Tang Qianhui         | 174      | 4              |

* Ranking al 27 gennaio 2025.

### Altre partecipanti
Le seguenti giocatrici hanno ricevuto una wild card per il tabellone principale:
- Ana Bogdan /  Simona Halep
- Briana Szabó /  Patricia Maria Țig

La seguente coppia di giocatrici è entrata in tabellone con il ranking protetto:
- Carmen Corley /  Tara Moore

## Campionesse

### Singolare
Anastasija Potapova ha sconfitto in finale  Lucia Bronzetti con il punteggio di 4-6, 6-1, 6-2.

### Doppio
Magali Kempen /  Anna Sisková hanno sconfitto in finale  Jaqueline Cristian /  Angelica Moratelli con il punteggio di 6-3, 6-1.